# Xã Riverside, Michigan
Xã Riverside (tiếng Anh: Riverside Township) là một xã thuộc quận Missaukee, tiểu bang Michigan, Hoa Kỳ. Năm 2010, dân số của xã này là 1.179 người.